# Protaphelinus nikolskajae
Protaphelinus nikolskajae är en stekelart som först beskrevs av Yasnosh 1963.  Protaphelinus nikolskajae ingår i släktet Protaphelinus och familjen växtlussteklar. Inga underarter finns listade i Catalogue of Life.